# Мамешин, Ефим Дмитриевич
Ефим Дмитриевич Мамешин (20 декабря 1913 года, село Усть-Чарыш, Алтайский край — 25 февраля 2000 года) — советский и российский архитектор. Главный архитектор Хабаровска, заведующий отделом строительства и архитектуры Хабаровского крайисполкома. Заслуженный архитектор СССР (1980). Почётный гражданин города Хабаровска (1994).

## Биография
Родился в бедной крестьянской семье. Рано начал работать. Окончив школу, начал учиться на агронома, однако вскоре оставил учёбу и переехал в Новосибирск. Поступил в Новосибирский инженерно-строительный институт, на архитектурный факультет, учился у Андрея Дмитриевича Крячкова (1876—1950) и Виталия Семёновича Масленникова (1880—1959). 
Окончил институт в 1940 году, по распределению уехал на Дальний Восток, в Куйбышевку Восточную (так назывался г. Белогорск). Из-за отсутствия работы по специальности убыл в Хабаровск, работал прорабом на строительстве тоннеля под Амуром, участвовал в строительстве мясокомбината, с конца 1941 года инженер-проектировщик треста «Главхлеб».
Участник Великой Отечественной войны. В январе 1943 года был призван в Красную армию. За полгода окончил в пехотном училище в Комсомольске-на-Амуре. На фронте командовал взводом, был помощником командира роты. В конце 1944 года получил тяжёлое ранение и после продолжительного лечения был демобилизован с инвалидностью второй группы.
Вернулся в Хабаровск, некоторое время получал пособие по инвалидности, затем был принят в Крайисполком начальником сектора, занимался планированием городской застройки. Через полтора года был переведён в горисполком на должность главного архитектора города, и занимал эту должность до 1952 года. Занимался административной работой и принимал участие в разработке малых городских архитектурных форм: фонтаны, парковые входы, небольшие павильоны. С 1952 по 1956 год был главным инженером проектов в Дальгипротрансе. Возглавлял работы над проектами вокзалов, пристанционных сооружений, жилых домов для Иркутска, Белогорска, Читы, Находки и Южно-Сахалинска. Самый крупный проект — здание Хабаровского медицинского института (1957, ныне Дальневосточный государственный медицинский университет).
В 1950—1960-х годах выполнил проекты административно-жилого дома треста Дальтрансстрой, парка им. Гагарина, центральной набережной с прибрежным парком, реконструкции Амурского и Уссурийского бульваром; совместно с сыном — стационарного цирка для Хабаровска на 1750 мест (неосуществлён), зданий Кировского и Краснофлотского райкомов КПСС, Дальгипроводхоза, общежития Дальневосточной академии государственной службы, Дома Советов в Биробиджане, 14-этажного жилого дома с выставочным залом Хабаровской организации Союза художников (1982).
С 1959 по 1966 год — заведующий отделом строительства и архитектуры Хабаровского крайисполкома. Преподавал в Хабаровском институте инженеров железнодорожного транспорта.
С 1966 года по 1973 — главный архитектор мастерской в институте «Хабаровскгражданпроект», сотрудничал в мастерской до 1988 года.
За реконструкцию площади Ленина авторы в 2002 году получили премию Правительства России.
Скоропостижно скончался на 87 году жизни
Похоронен на Центральном кладбище Хабаровска.

## Память
Мемориальная доска Е. Д. Мамешину установлена д. 64 по ул. Пушкина в Хабаровске.